# 고구마 라떼
고구마 라테는 고구마로 만든 카페 라테의 종류이다.

## 같이 보기
- 고구마
- 카페 라테